# Baçaim
Pronunciação

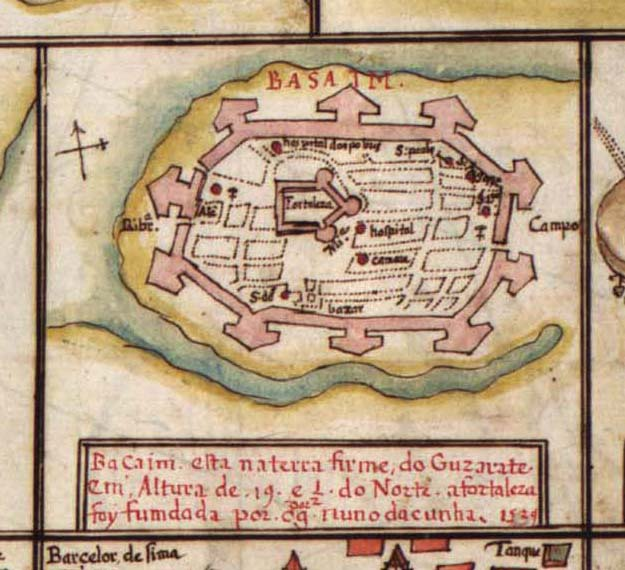
Planta da fortaleza.

Baçaim (atualmente Vasai-Virar) foi um antigo porto no extremo sul de uma ilha, a cerca de 50 quilómetros ao norte de Bombaim, no estado de Maharashtra, no noroeste da Índia.
Foi parte integrante do Estado Português da Índia entre 1533 e 1739, quando foi conquistada pelo Império Maratha. Constituiu-se numa das mais importantes praças-forte portuguesas na região, chegando a rivalizar com Goa.
Antigo baluarte fortificado gujarate, a cidade foi cedida aos portugueses em dezembro de 1534. Capital da Província do Norte na Índia portuguesa, resistiu aos assaltos de forças locais e estrangeiras até ser ocupada pelos Maratas, que também conquistaram todos os territórios dela dependentes (1739-1739), com exceção do exclave de Damão, que seria perdido apenas em 1961. A sua fortificação, entretanto, somente foi iniciada em Maio de 1536, por determinação de D. Nuno da Cunha. Os muros da cidade foram erguidos entre 1552 e 1582, pois nesta última data já se encontrava envolvida por imponente muralha de pedra e cal, reforçada por dez modernos baluartes em forma de orelhão.
Desde o início da presença portuguesa assistiu-se à instalação de todas as ordens religiosas, com a função proselitista. De sua presença subsistem os restos do Convento de São Domingos e do Convento de Santo António, em relativo estado de boa conservação, além do Convento de Santo Agostinho e da Igreja da Companhia de Jesus, esta última caracterizada por uma torre que se eleva acima do casario. Por último destacam-se a Misericórdia, a Igreja Paroquial de São José e a Igreja de Nossa Senhora da Vila. O que resta da Casa da Câmara e Cadeia é semelhante ao que ainda se encontra em Portugal do mesmo período. Do mesmo modo, o traçado do arruamento é semelhante ao das vilas e cidades portuguesas, com a praça aberta nas imediações da Casa da Câmara.
Atualmente, as ruínas da cidade e a própria fortaleza, encontram-se ameaçadas pela exploração das jazidas de gás ao longo da costa, e pela proximidade da metrópole de Bombaim, hoje com uma população de mais de onze milhões de habitantes.